# John Bodkin Adams
John Bodkin Adams (Randalstown, 21 gennaio 1899 – Eastbourne, 4 luglio 1983) è stato un criminale e serial killer britannico, che probabilmente uccise avvelenandole un totale di 163 persone tra il 1946 e il 1956; commise anche dei tentati omicidi. Venne arrestato il 19 dicembre 1956 con l'accusa di 4 delitti. Nell'aprile del 1957 fu processato per un omicidio ma venne scagionato dalle accuse.

## Biografia
Nato a Randalstown, si trasferì ad Eastbourne nel 1922 dove lavorò come medico generico.

## Influenza culturale

### Televisione
- The Good Doctor Bodkin Adams - (film TV) 1986

### Libri
- Sybille Bedford, The Best We Can Do
- Marshall Cavendish, Murder Casebook 40 Eastbourne's Doctor Death, 1990
- Pamela V. Cullen, "A Stranger in Blood: The Case Files on Dr John Bodkin Adams", London, Elliott & Thompson, 2006, ISBN 1-904027-19-9
- Patrick Devlin, Easing the passing: The trial of Doctor John Bodkin Adams, London, The Bodley Head, 1985
- Percy Hoskins, Two men were acquitted: The trial and acquittal of Doctor John Bodkin Adams
- Rodney Hallworth, Mark Williams, Where there's a will... The sensational life of Dr John Bodkin Adams, 1983, Capstan Press, Jersey ISBN 0946797005
- J.H.H. Gaute and Robin Odell, The New Murderer's Who's Who, 1996, Harrap Books, London
- John Surtees, The Strange Case of Dr. Bodkin Adams: The Life and Murder Trial of Eastbourne's Infamous Doctor and the Views of Those Who Knew Him, 2000